# Tendai Ndoro
Tendai Ndoro (Bulawayo, Zimbabue, 15 de mayo de 1985 - 18 de agosto de 2025) fue un futbolista zimbabuense que jugaba en la posición de delantero.

### Carrera
Ndoro comenzó su carrera en Chicken Inn of Zimbabwe en 2011. Dos años más tarde, Ndoro completó un movimiento al club sudafricano Black Aces, pero fue devuelto inmediatamente a Chicken Inn en préstamo por el resto de la temporada 2013. En 2014, se unió oficialmente al equipo Black Aces y posteriormente hizo 41 apariciones y anotó 14 goles en dos temporadas antes de partir en 2015 para unirse a Orlando Pirates. 
En la temporada 2017-18 apareció para tres clubes: Orlando Pirates, Al Faisaly y Ajax Cape Town, infringiendo las regulaciones de la FIFA. Como resultado, el Ajax de Ciudad del Cabo tuvo que renunciar a los tres partidos de liga en los que había aparecido para ellos, lo que resultó en su descenso de la Premiership sudafricana. 
El 26 de septiembre, Ndoro fichó por Highlands Park. 
El 27 de diciembre de 2019, Al-Orouba de Omán anunció que había fichado a Ndoro. Jugó para el club menos de una temporada en 2020 antes de que el club se declarara en bancarrota y cerrara. Después de esta picadura, Ndoro se enfermó y estuvo cerca de un colapso mental. Pero en agosto de 2022, reveló que estaba listo para continuar su carrera. [7]

### Muerte
Ndoro murió en Johannesburgo, Sudáfrica, el 18 de agosto de 2025, a la edad de 40 años. 

## Carrera
| Periodo   | Club                      |
| --------- | ------------------------- |
| 2009–2011 | Nico United               |
| 2011–2013 | Chicken Inn FC            |
| 2013–2015 | Mpumalanga Black Aces     |
| 2013      | → Chicken Inn FC (cedido) |
| 2015–2017 | Orlando Pirates           |
| 2017      | Al-Faisaly FC             |
| 2018      | Ajax Cape Town FC         |
| 2018–2020 | Highlands Park FC         |
| 2020      | Al-Oruba Sur              |

### Selección nacional
Jugó para Zimbabue en 14 ocasiones de 2013 a 2017 y anotó cinco goles; participó en la Copa Africana de Naciones.
| N.º | Fecha      | Sede                                  | Rival   | Marcador | Resultado | Torneo                         |
| --- | ---------- | ------------------------------------- | ------- | -------- | --------- | ------------------------------ |
| 1.  | 17-7-2013  | Levy Mwanawasa Stadium, Ndola, Zambia | Lesoto  | 1–1      | 2–1       | Copa COSAFA 2013               |
| 2.  | 17-7-2013  | Levy Mwanawasa Stadium, Ndola, Zambia | Lesoto  | 2–1      | 2–1       | Copa COSAFA 2013               |
| 3.  | 10-1-2017  | Stade Ahmadou Ahidjo, Yaundé, Camerún | Camerún | 1–0      | 1–1       | Amistoso                       |
| 4.  | 23-1-2017  | Stade d'Angondjé, Libreville, Gabón   | Túnez   | 2–4      | 2–4       | Copa Africana de Naciones 2017 |
| 5.  | 11-11-2017 | Sam Nujoma Stadium, Windhoek, Namibia | Namibia | 1–2      | 1–3       | Amistoso                       |